# Bruce Rauner
Bruce Vincent Rauner, född 18 februari 1957 i Chicago, Illinois, är en amerikansk republikansk politiker. Han var guvernör i delstaten Illinois från 12 januari 2015 till 2019.
Den 20 juni 2016, Rauner bekräftade att han kommer att kandidera för en andra mandatperiod som Illinois guvernör i 2018. Han meddelade formellt sin omvalskampanj den 23 oktober 2017. Rauner mötte statsrepresentant Jeanne Ives, i det republikanska primärvalet. Den 20 mars 2018, Rauner vann det republikanska primärvalet, med 51.4 procent av omröstningen, över Ives, som fick 48.6 procent av omröstningen. Rauner mötte demokraten J. B. Pritzker i novembervalet. Rauner blev besegrad av den demokratiska utmanaren JB Pritzker.
Bruce Rauner hade rankats som en av de mest sårbara guvernörerna som stod inför omval år 2018 av Politico.

## Privatliv
Rauner bor i Winnetka, Illinois med sin maka, Diana Mendley Rauner och familj. Han har tre barn med Diana Mendley. Han har också tre barn i sitt första äktenskap med Elizabeth Konker Wessel 1980–1993.